# Westport (Washington)
Westport é uma cidade localizada no estado norte-americano de Washington, no Condado de Grays Harbor.

## Demografia
Segundo o censo norte-americano de 2000, a sua população era de 2137 habitantes.
Em 2006, foi estimada uma população de 2499, um aumento de 362 (16.9%).

## Geografia
De acordo com o United States Census Bureau tem uma área de
10,9 km², dos quais 9,3 km² cobertos por terra e 1,6 km² cobertos por água. Westport localiza-se a aproximadamente 18 m acima do nível do mar.

## Localidades na vizinhança
O diagrama seguinte representa as localidades num raio de 20 km ao redor de Westport.